# Region Północny (Burkina Faso)
Region Północny (fr. Region Nord) – jeden z 13 regionów w Burkinie Faso, znajdujący się w północnej części kraju.
W skład regionu wchodzą 4 prowincje:
- Loroum
- Passoré
- Yatenga
- Zondoma